# Усманов, Имран Германович
Имра́н Ге́рманович Усма́нов (2 марта 1953, Узген, Ошская область — 11 июля 2017, Грозный) — чеченский певец, поэт и композитор. Народный артист Чечено-Ингушской АССР, Заслуженный деятель искусств Чеченской Республики (2014), член Союза писателей России.

## Биография
Родился в депортации 2 марта 1953 года в городе Узень Ошской области Киргизской ССР. После реабилитации депортированных народов семья вернулась на родину. В 1960 году пошёл в школу в родном селе Ножай-Юрт. В школьные годы активно участвовал в художественной самодеятельности. В 1970 году окончил школу.
Ещё будучи 16-летним юношей написал песню «Малика», которая стала республиканским хитом. Примерно в это же время студент физико-математического факультета Чечено-Ингушского государственного университета Райком Дадашев (впоследствии профессор, доктор физико-математических наук) пригласил его для организации инструментального и танцевального ансамблей. Работа Усманова оказалась успешной: в 1970 году университет занял 1 место в фестивале «Студенческая весна».
Поступил в грозненское музыкальное училище, но окончить его не успел. В 1971 году был призван в ряды Советской армии. После окончания службы в армии окончил учёбу в музыкальном училище. В 1981 году с блеском окончил Ростовский государственный музыкально-педагогический институт по классу «Сольное пение». После окончания учёбы вернулся на родину и сразу же возглавил ансамбль «Илли» («Песня»).
В 1992 году по обвинению в нелояльности к новой власти Джохара Дудаева провёл в заключении 12 дней.
Его первый поэтический сборник «Геналло хьегийна» («Тоска в разлуке») должен был выйти в декабре 1994 года, но в типографию попала бомба. Уцелевшие стихи были собраны и изданы позже. В 2008 году вышел второй сборник «Кӏайн дуьне» («Белый свет»).
Является автором пародийных переводов советской киноклассики «Свадьба в Малиновке» и «Иван Васильевич меняет профессию» на чеченский язык. Перевод оказался настолько удачным, что сразу разошёлся на цитаты.
Работа над фильмом была очень кропотливой. Приходилось переписывать, возвращаться назад. С тогдашней техникой это было намного сложней… Озвучивали всей семьей… Когда нам не хватало голосов, мы привлекали соседей, зашедших по тому или иному делу, гостей. В целом текст был обозначен, но чаще импровизировали на ходу, использовали свои домашние шутки.
В 2014 году в связи с 60-летием за заслуги в развитии музыкального искусства, творческую деятельность и многолетнюю добросовестную работу ему было присвоено звание «Заслуженный деятель искусств Чеченской Республики».

## Звания
- Народный артист Чечено-Ингушской АССР;
- Медаль «За трудовое отличие»;
- Почётный знак «За трудовое отличие» (18 февраля 2008)[3];
- Заслуженный деятель искусств Чеченской Республики (17 июня 2014)[4].